# 南海大道 (深圳市)

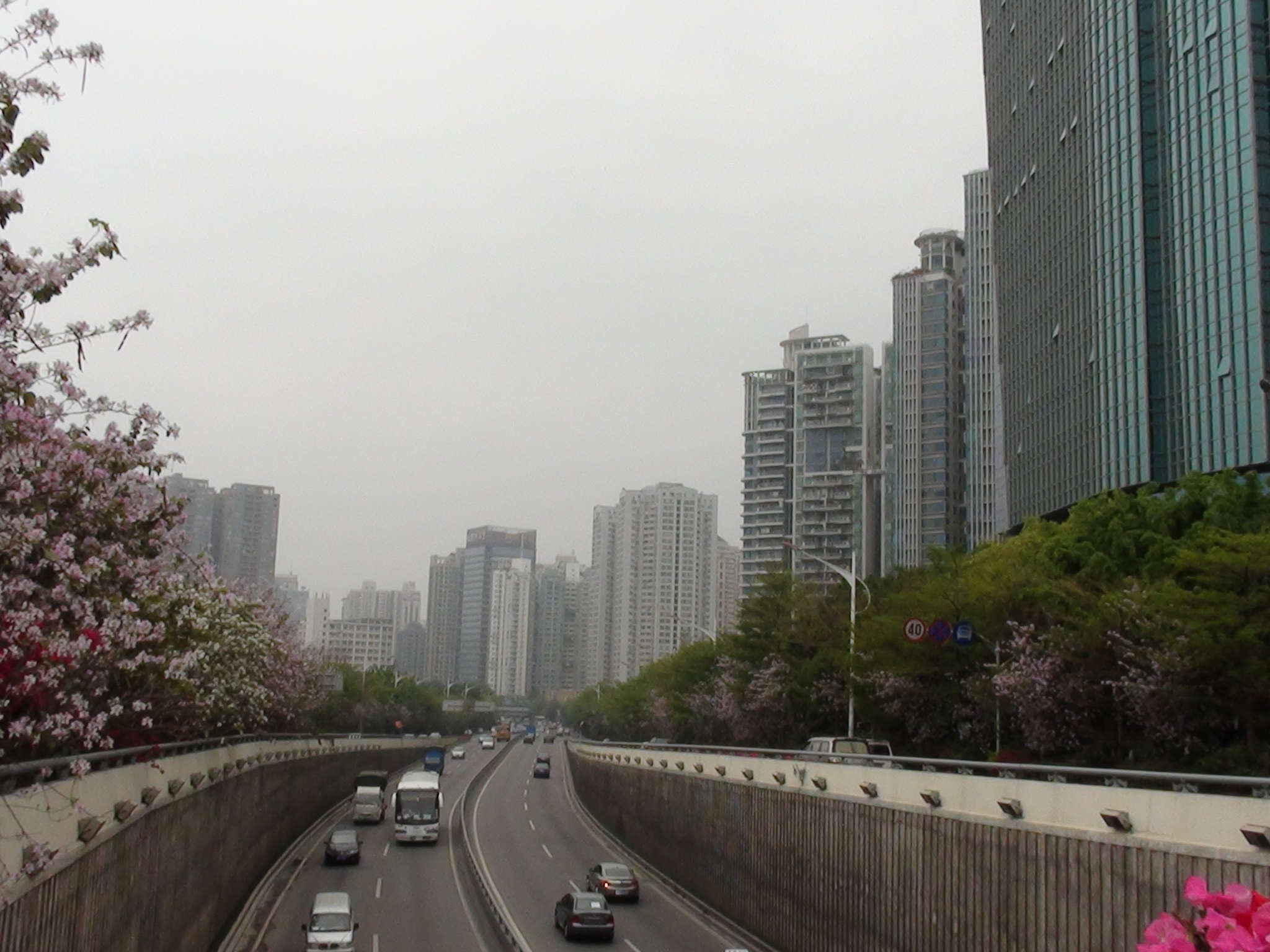
深圳大学西门附近，邻近滨海大道的一段南海大道

南海大道是中国广东省深圳市南山区的一条城市道路，南起蛇口港，北至同乐立交与同乐路、广深高速公路相连接，将南山半岛由南至北联系起来。南海大道工業七路以南路段為雙向四車道，以北路段為双向六至八车道；滨海大道后海立交以南为城市主干路，以北为城市快速路。

## 历史
南海大道在2004年前由南向北分别称为工业大道（蛇口港--东滨路）、南油大道（东滨路--深南大道）和麒麟路（深南大道--同乐立交），后合称为南海大道。
蛇口工业大道修建于1980年，随蛇口工业区一同建设。南油大道则随南海石油深圳保障基地而修建于1984年。而麒麟路修建于1994年。

## 交通

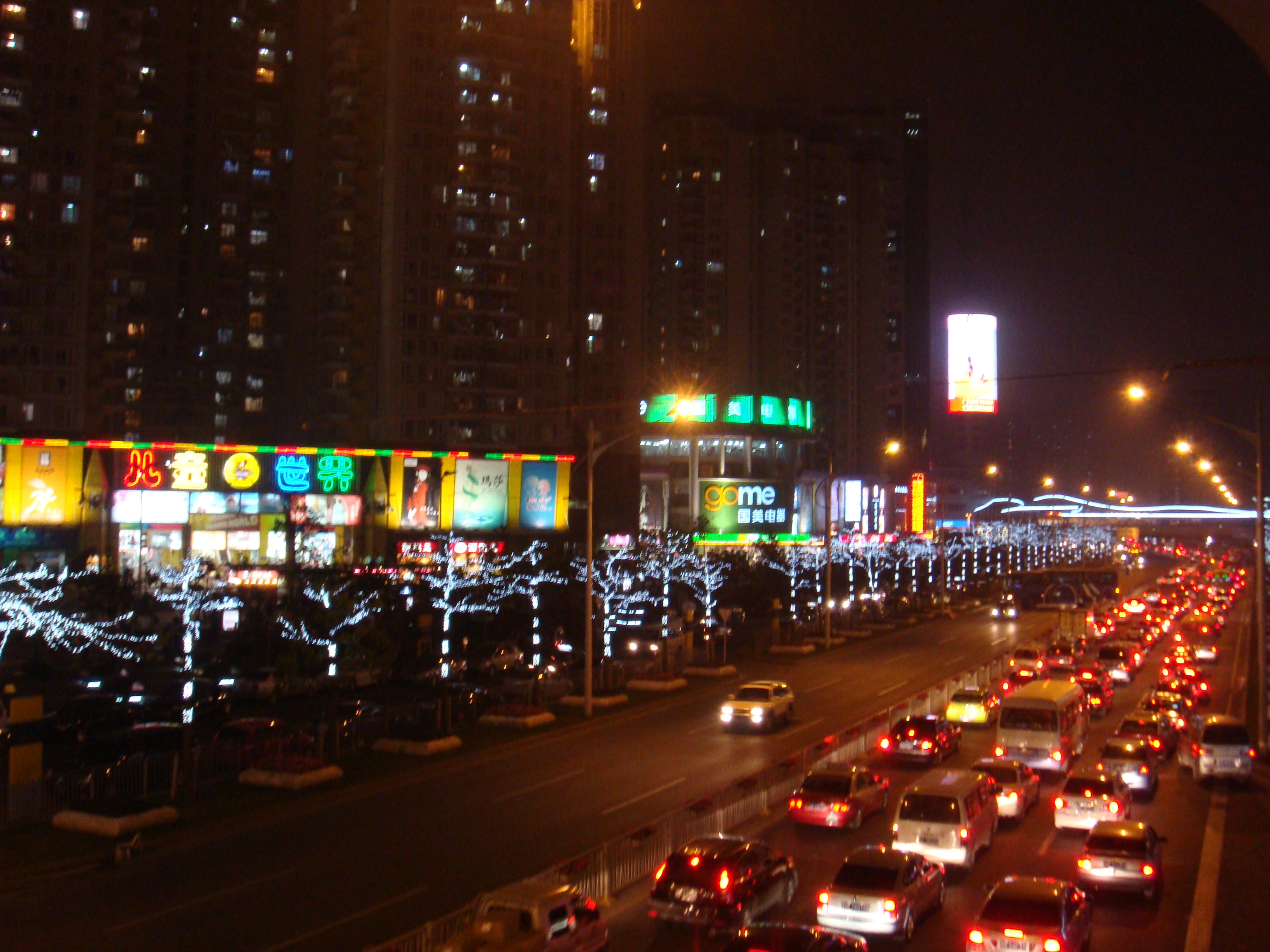
夜间的南海大道

由于南海大道、尤其是其深南大道以南部分联通了南山半岛，且其主要部分沿线无地铁线路分布，故其交通压力较大。

### 公共交通
南海大道南端为深圳发展较早的蛇口工业区、南油工业区，有多条公交线路经由南海大道连接蛇口港与市区。然而，由于缺乏地铁的原因，高峰期公交车较为拥挤。9號綫二期工程完成後，將大大紓緩南海大道的交通壓力，但工程期間部分路段需封閉行車線作地鐵施工工地，而工業一路至工業三路之間的一段更全綫封閉數十個月。
南海大道的地铁站包括：
- █2号线：海上世界站
- █9号线：南山書城站和南油站
- █12号线：南油站、四海站、花果山站和海上世界站

### 主要交汇道路
- 工业一路 - 工业八路
- 东滨路
- 创业路
- 滨海大道（后海立交）
- 桃园路
- 深南大道（深南南海立交）
- 北环大道（北环南海立交）
- 广深高速公路（同乐立交）